# Hôtel de ville de Lagny-sur-Marne
L`hôtel de ville de Lagny-sur-Marne est le principal bâtiment administratif de cette ville de la Seine-et-Marne.

## Historique

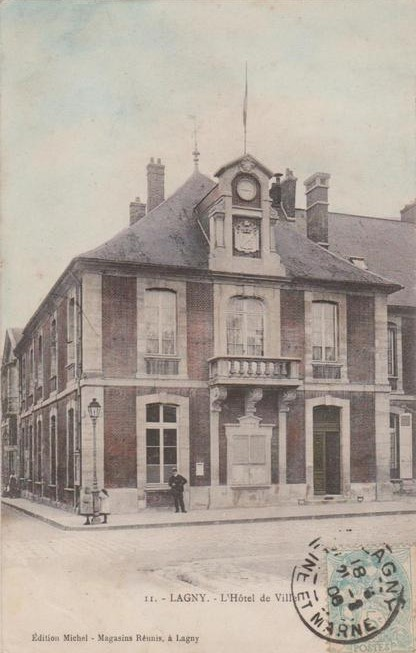
Lagny-sur-Marne - Hôtel de ville - Carte postale expédiée en 1908.

Il est situé depuis 1842 dans les bâtiments de l'abbaye Saint-Pierre de Lagny, datant du XIVe siècle.
Vers la fin de 1790, cette abbaye était vidée de ses occupants. C'est le 24 mai 1792 que s'y tint la première séance, après autorisation donnée par le district de Meaux, et le bâtiment fut dans un premier temps, loué, puis dut être abandonné.
Après plusieurs ventes et travaux, la mairie s'y réinstalla officiellement en décembre 1841/janvier 1842.
Le musée Gatien-Bonnet y fut installé en 1868 avant d'être transféré en 1961.

## Description
La façade est caractéristique du classicisme du XVIIIe siècle. L'édifice est inscrit à l'inventaire des Monuments Historiques le 30 mai 1969.